# Secolul al XVII-lea î.Hr.
(Secolul al XX-lea î.Hr. - Secolul al XIX-lea î.Hr. - Secolul al XVIII-lea î.Hr. - Secolul al XVII-lea î.Hr. - Secolul al XVI-lea î.Hr. - Secolul al XV-lea î.Hr. - Secolul al XIV-lea î.Hr. - Secolul al XIII-lea î.Hr. - Secolul al XII-lea î.Hr. - Secolul al XI-lea î.Hr. - Secolul al X-lea î.Hr. - Secolul al IX-lea î.Hr. - Secolul al VIII-lea î.Hr. - Secolul al VII-lea î.Hr. - alte secole)

## Evenimente

- C. 1700 î.Hr. : Civilizația Văii Indului se apropie de final, cultura Cimitirul H continuă
- 1700 î.Hr. : Belu-bani a devenit rege al Asiriei.
- C. 1700 î.Hr. : Prima perioadă a palatului Minoic se încheie
- C. 1700 î.Hr. : începutul sfârșitului civilizatiei minoice din Creta
- C. 1700 î.Hr. : metalurgiștii egeeni produc obiecte decorative ce rivalizează cu cele din Orientul Apropiat antic: bijutieri, ale căror tehnici par să fie împrumutate.
- C. 1700 î.Hr. : Lila-Ir-Tash conduce Imperiul Elamit.
- C. 1700 î.Hr. : Epoca Bronzului începe în China.
- C. 1700 î.Hr. : Dinastia Shang începe în China.
- C. 1698 î.Hr. : Lila-Ir-Tash, conducător al Imperiului Elamite a murit. Temti Agun I devine rege
- 1691 î.Hr. : Belu-bani , regele Asiriei a murit.
- C. 1690 î.Hr. : Temti-Agun I, regele Imperiului Elamite, a murit. Tan-Uli devine rege
- 1690 î.Hr. : Libaia a devenit rege al Asiriei.
- C. 1680 î.e.n. : Egipt :  dinastia a  XVI-lea.
- C. 1680 î.Hr. : Egipt : Pâinea dospită
- C. 1673 î.Hr. : Sharma-Adad I a devenit rege al Asiriei.
- C. 1661 î.Hr. : Iptar-Sin a devenit rege al Asiriei.
- C. 1655 î.Hr. : Tan-Uli , conducătorul Imperiului Elamit, a murit.
- C. 1650 î.Hr. : Ultimele specii de mamut au dispărut de pe Insula Wrangel.
- C. 1650 î.e.n. : Egipt : dinastia XVII
- 1649 î.Hr. : Bazaia a devenit rege al Asiriei.
- C. 1674 î.e.n. : Egipt : dinastia  a XV-a.
- 1633 î.Hr. : Egipt : Sfârșitul dinastiei XIII
- 1627 î.Hr. : Răcire globală în toată lumea, cauzată de erupția vulcanului Thera sau erupția Avellino a Muntelui Vezuviu.
- 1625 î.Hr. : Samsu-Ditana devine rege al Babilonului
- 1621 î.Hr. : Lullaia devine regele Asiriei.
- 1620 î.Hr. : Mursili I devine rege al Imperiului Hitit
- 1615 î.Hr. : Shu-Ninua a devenit rege al Asiriei.
- 1601 î.Hr. : Sharma-Adad al II-lea a devenit rege al Asiriei.
- C. 1600 î.Hr. : Egipt : Sfârșitul dinastiei a XIV-a
- C. 1600 î.Hr. : crearea unuia dintre cele mai vechi documente  astronomice: un record de 21 de ani de apariții ale planetei Venus (Nindaranna)
- C. 1600 î.Hr. : sfârșitul civilizației Văii Indusului.
- C. 1600 î.Hr. : Răsturnarea dinastiei Amoritilor în Alep, Siria.
- C. 1600 î.Hr. : bile din cauciuc
- C. 1600 î.Hr. : Egiptul este cucerit de către triburi asiatice cunoscute sub numele de Hyksos
- C. 1600 î.Hr. : Zorii Culturii miceniene
- C. 1600 î.Hr. : Jie de Xia este detronat de Tang din Shang în Bătălia de la Mingtiao
- C. 1600 î.Hr. : cultura Unetica se încheie în Republica Cehă, Europa de Est
- Dezvoltarea morii în Persia

## Oameni importanți

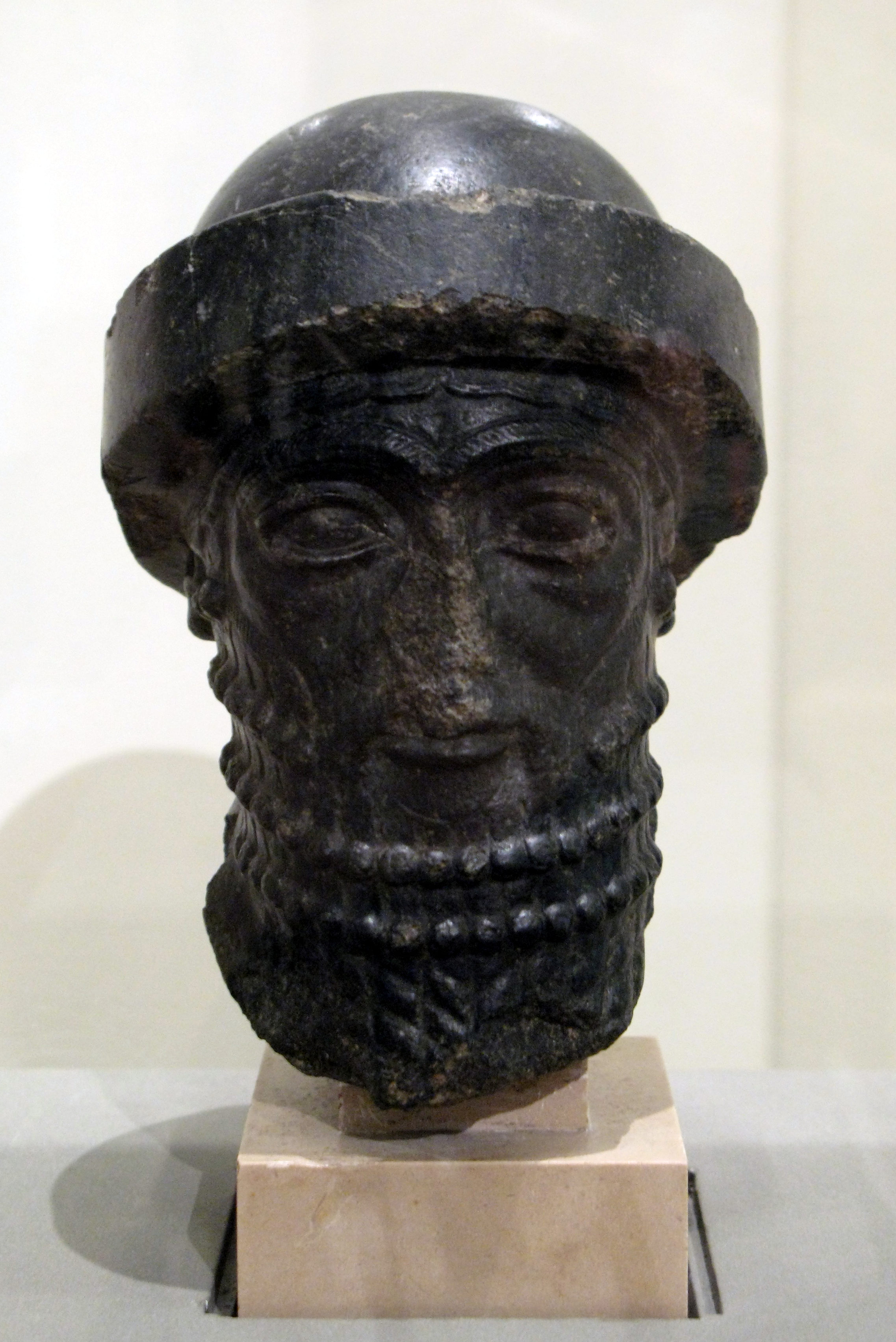
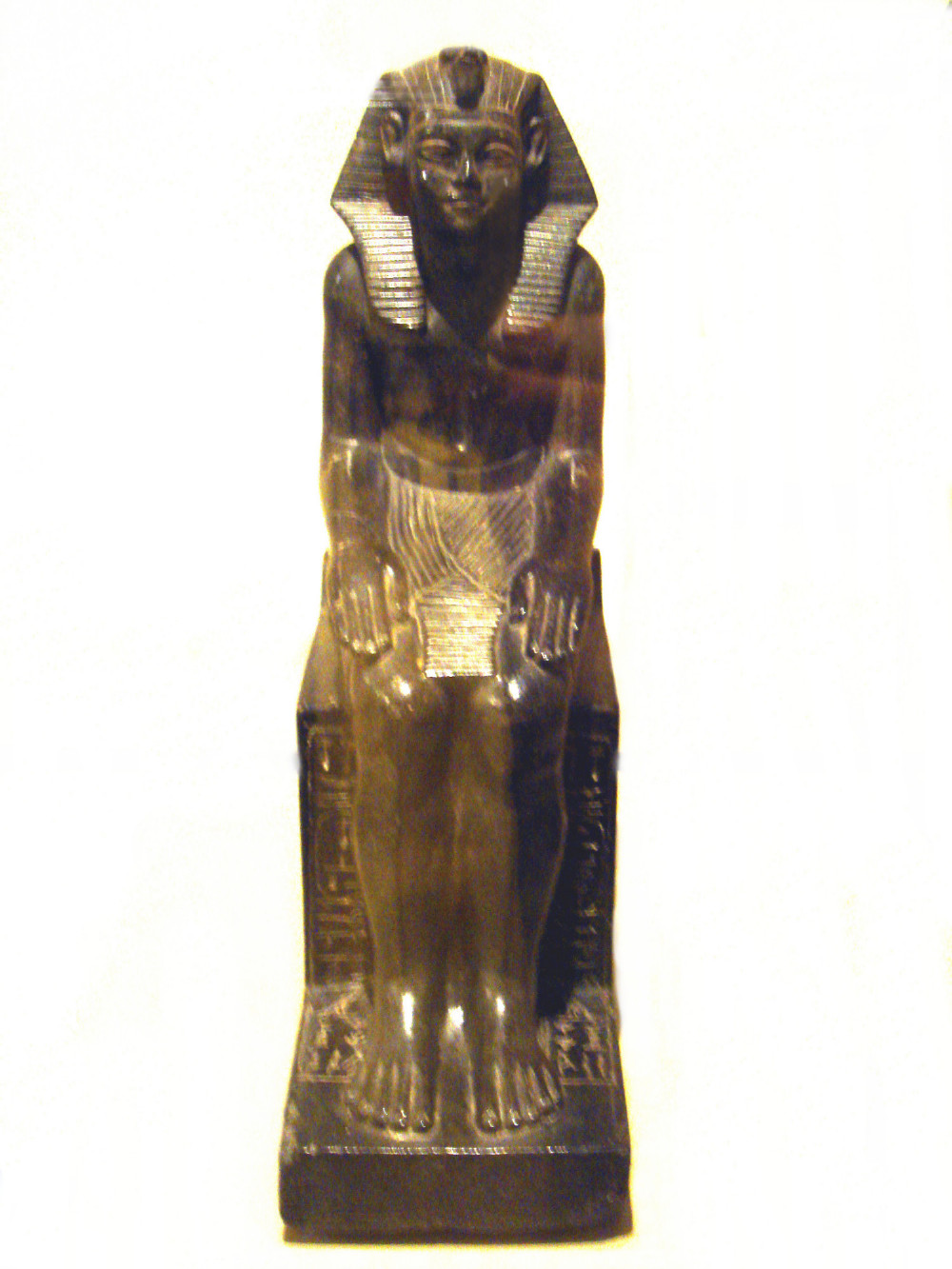
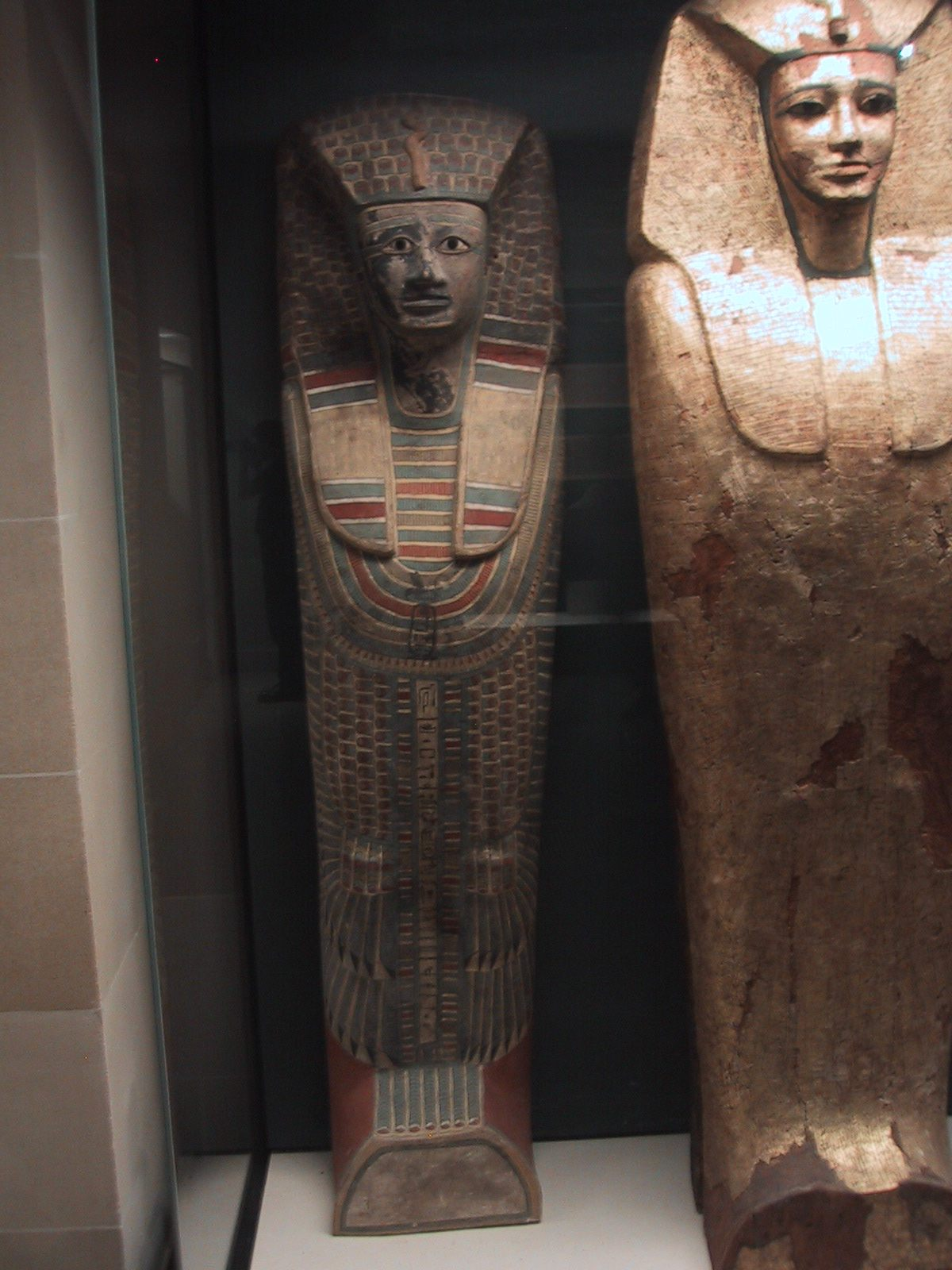
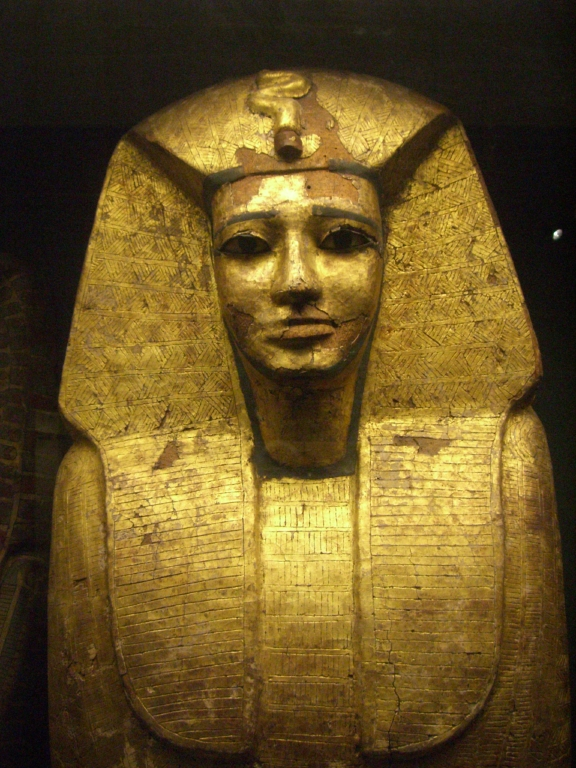
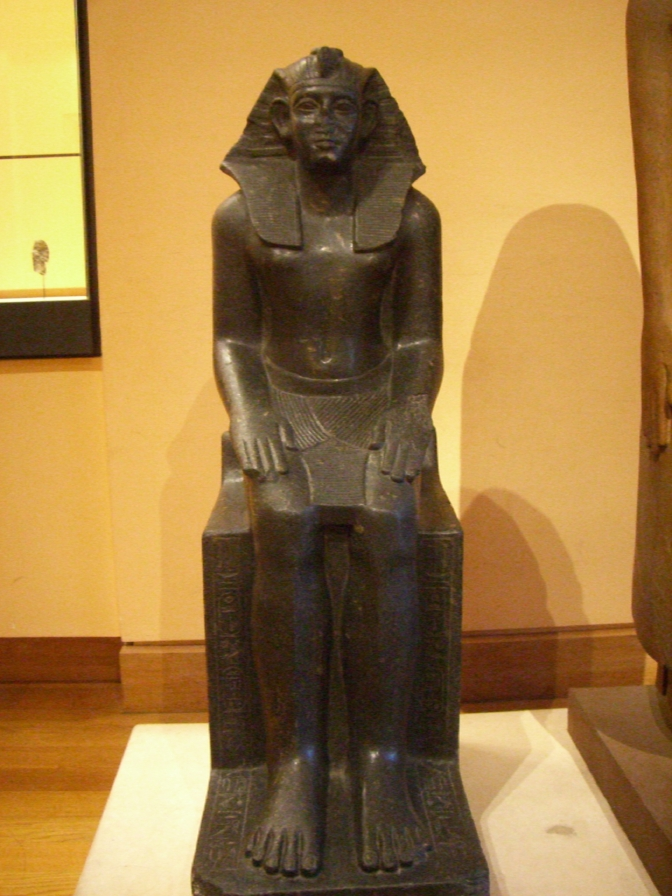
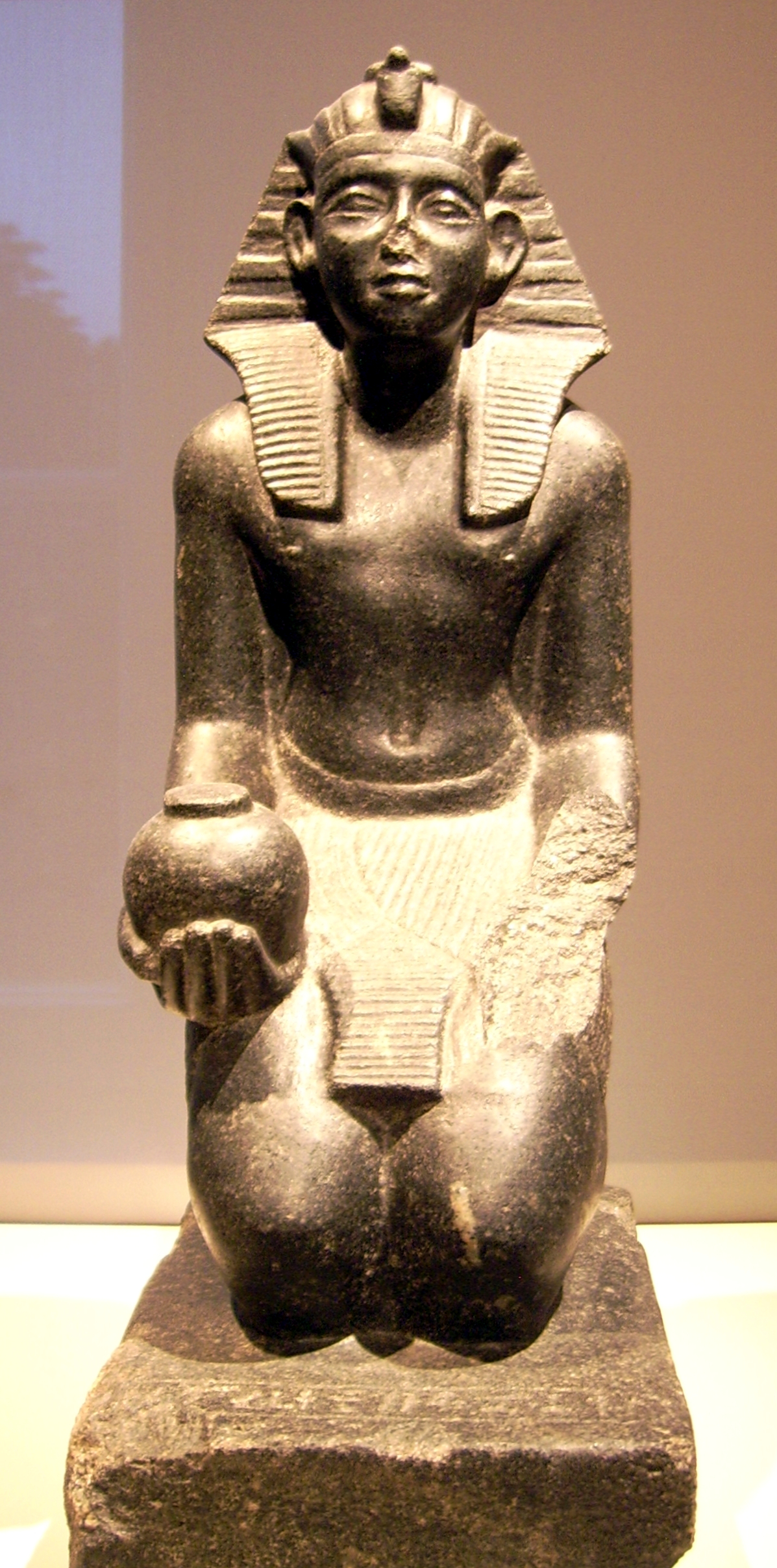
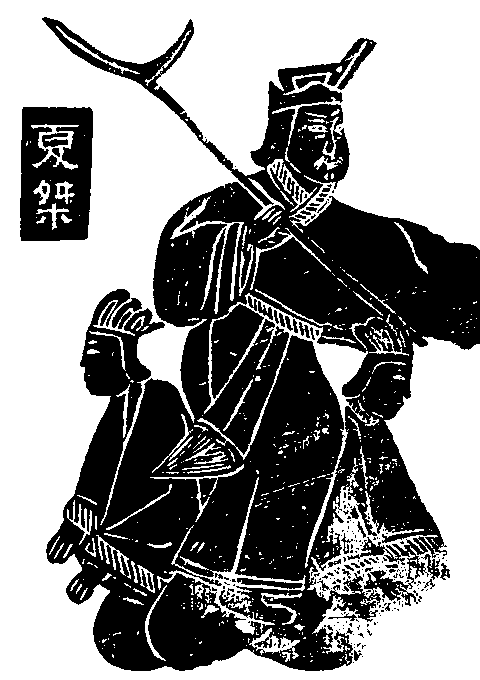

- Jie, ultimul rege al dinastiei Xia
- Hammurabi - rege babilonian
- Heremon, figură mitică irlandeză

## Galerie

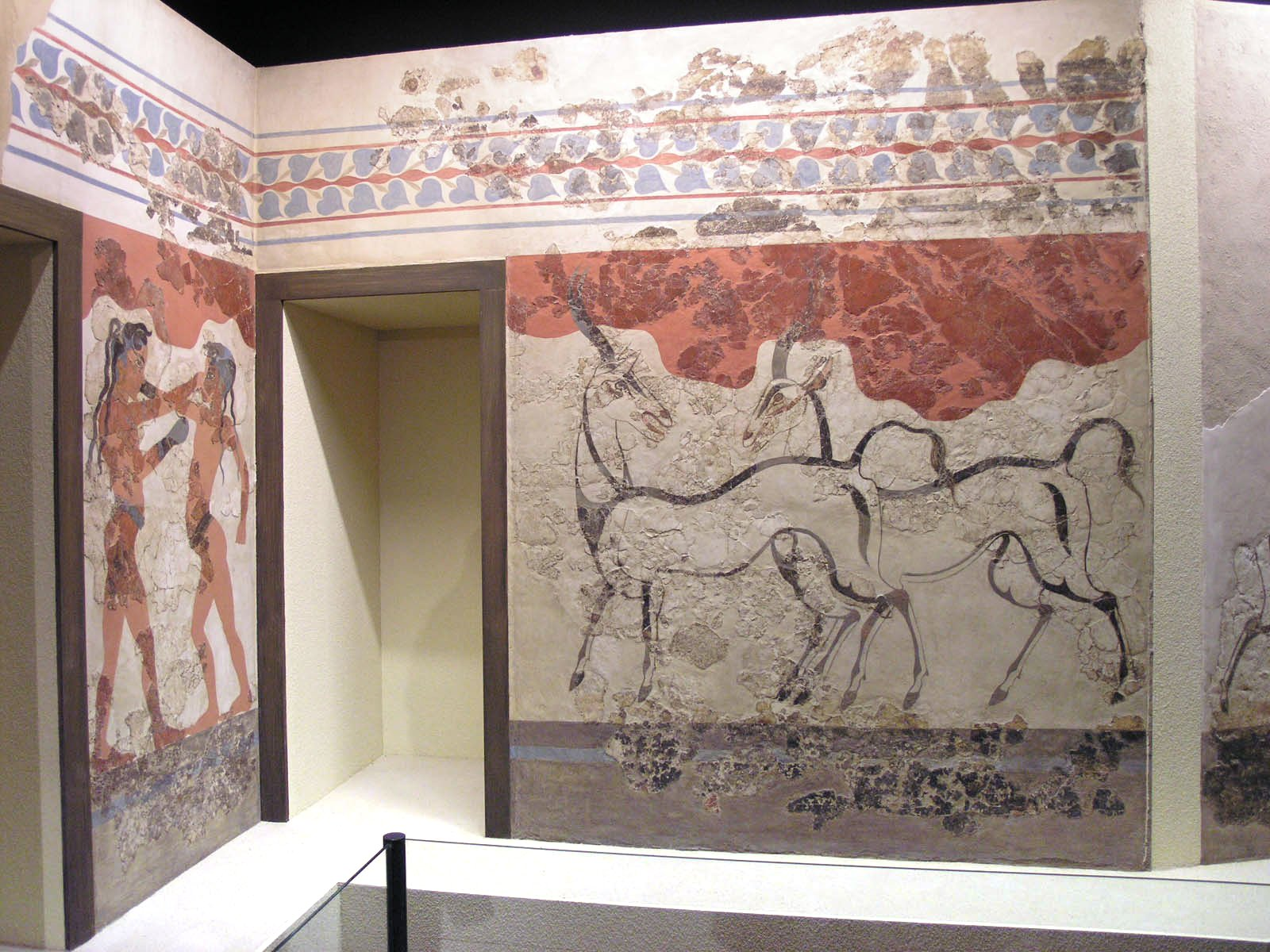
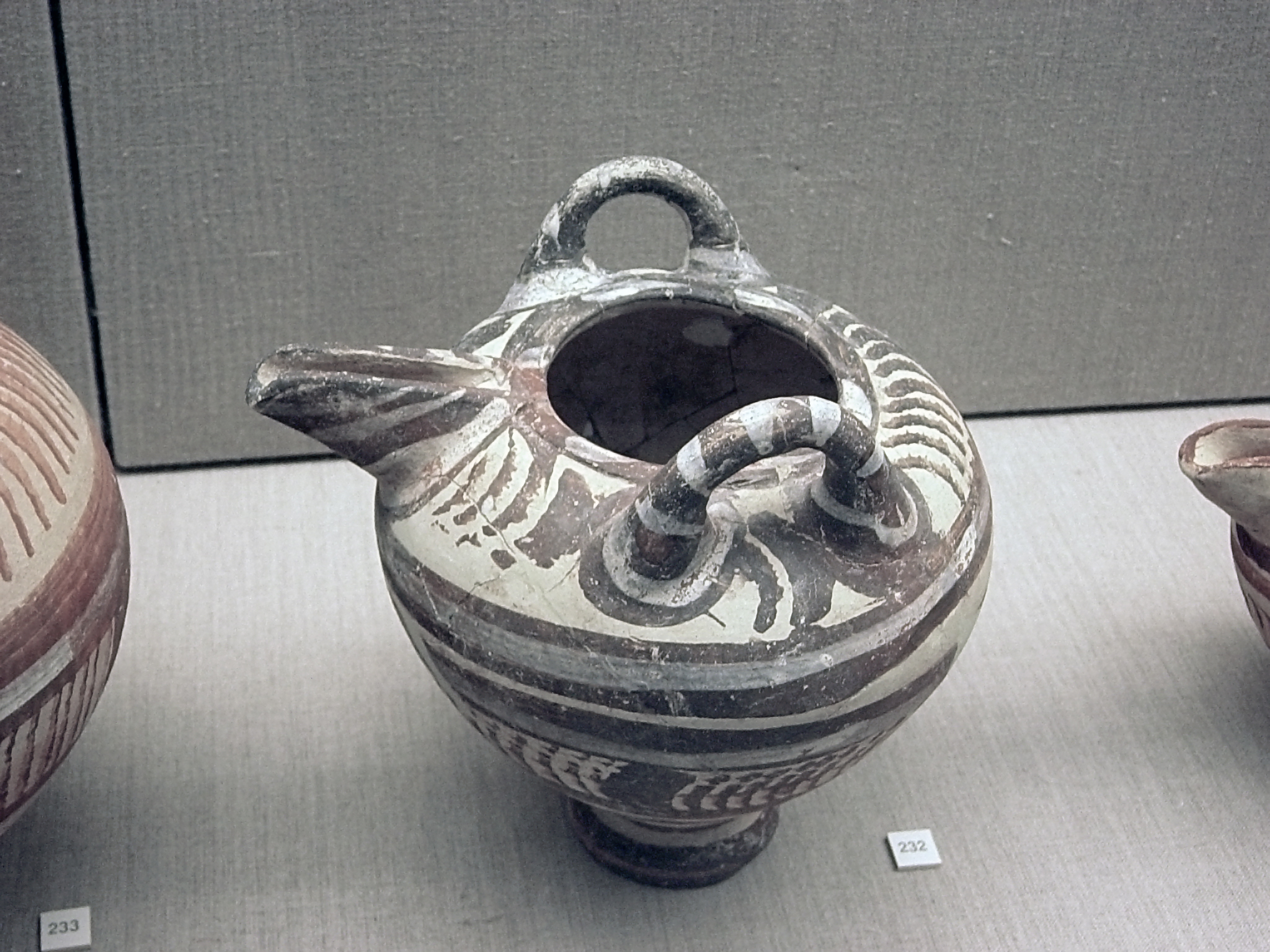
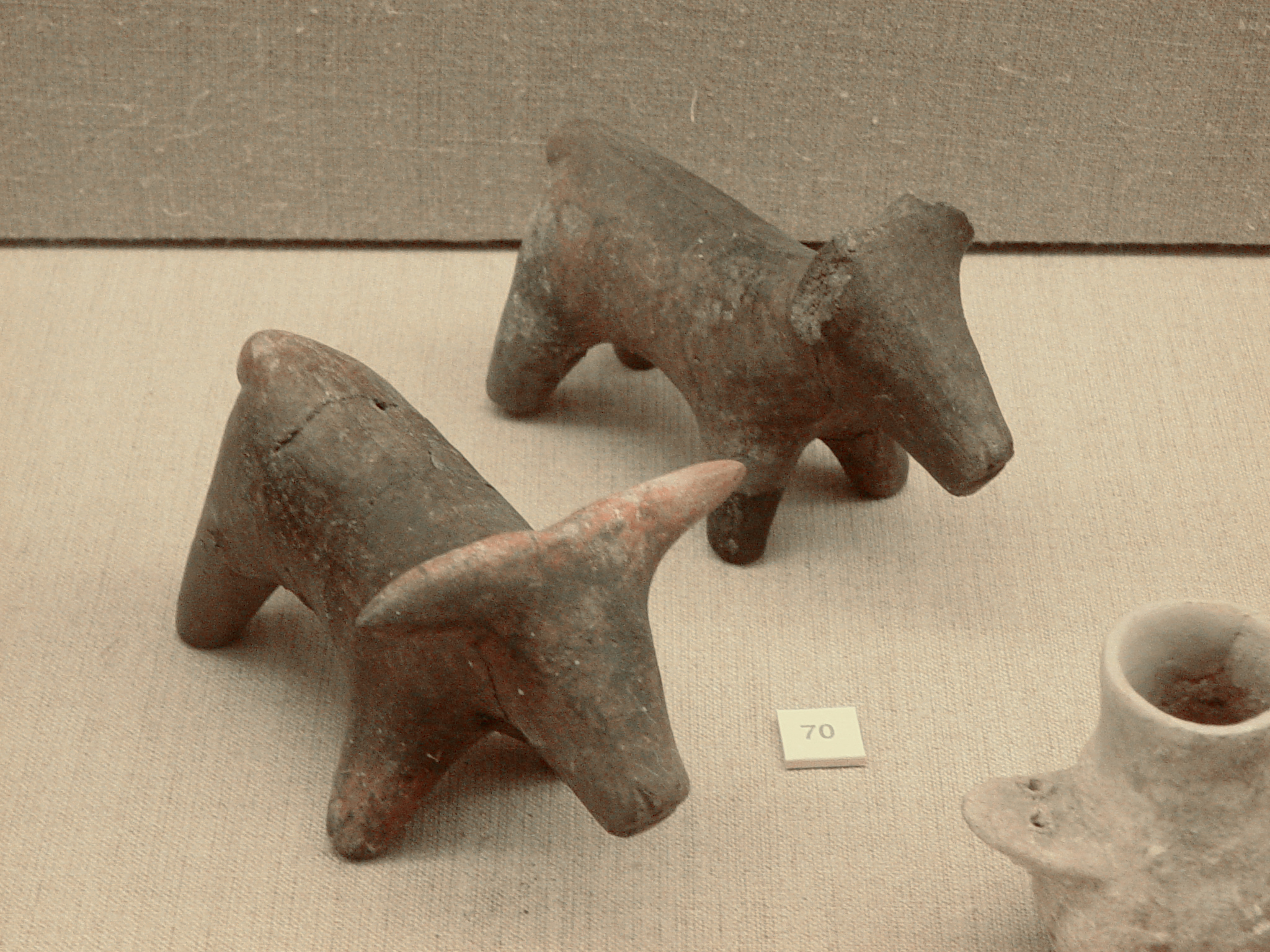
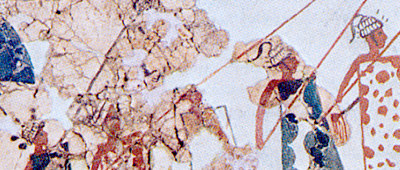
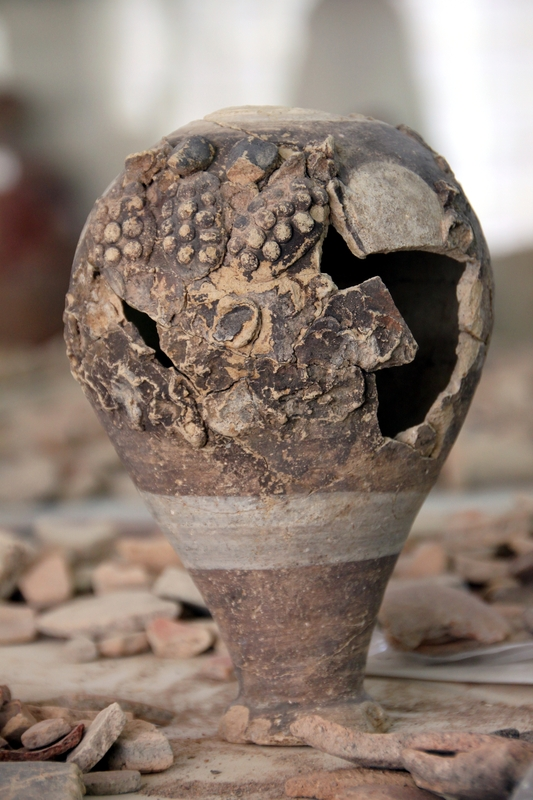
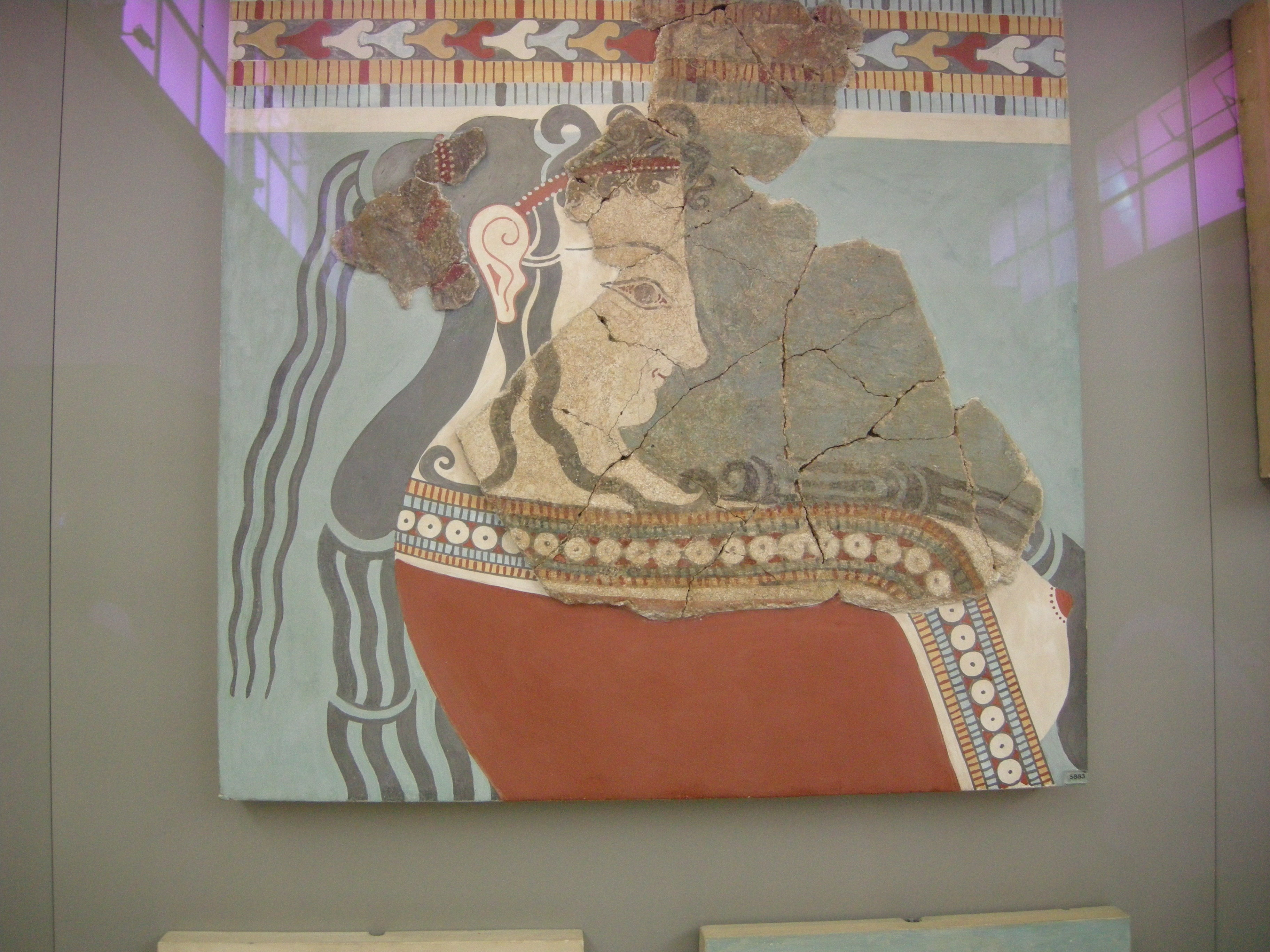
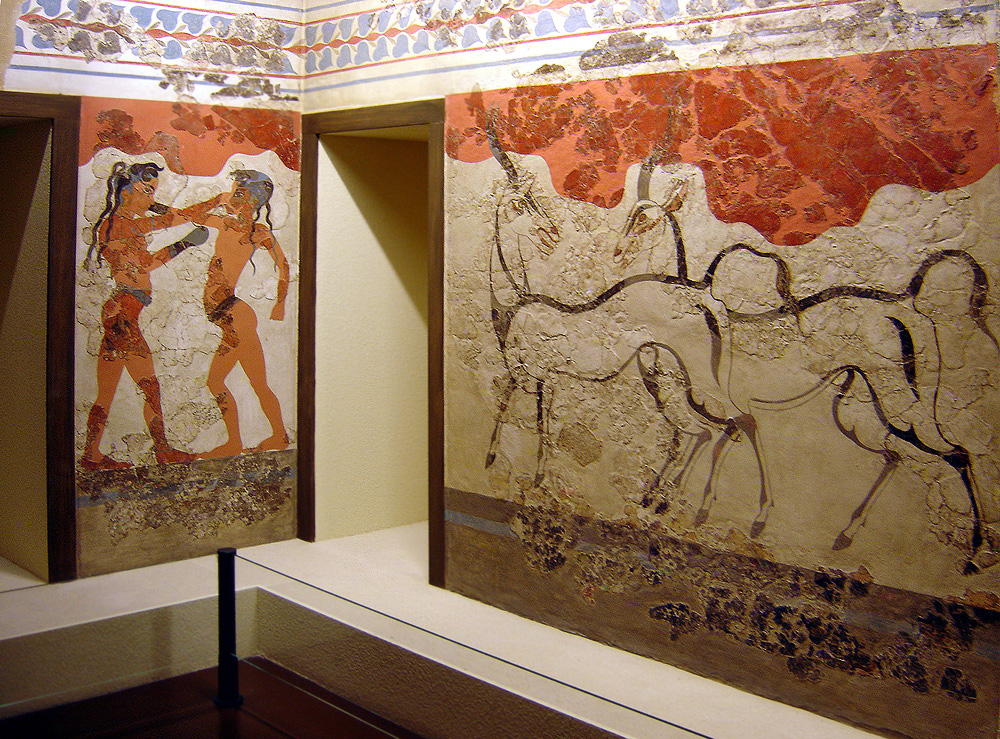
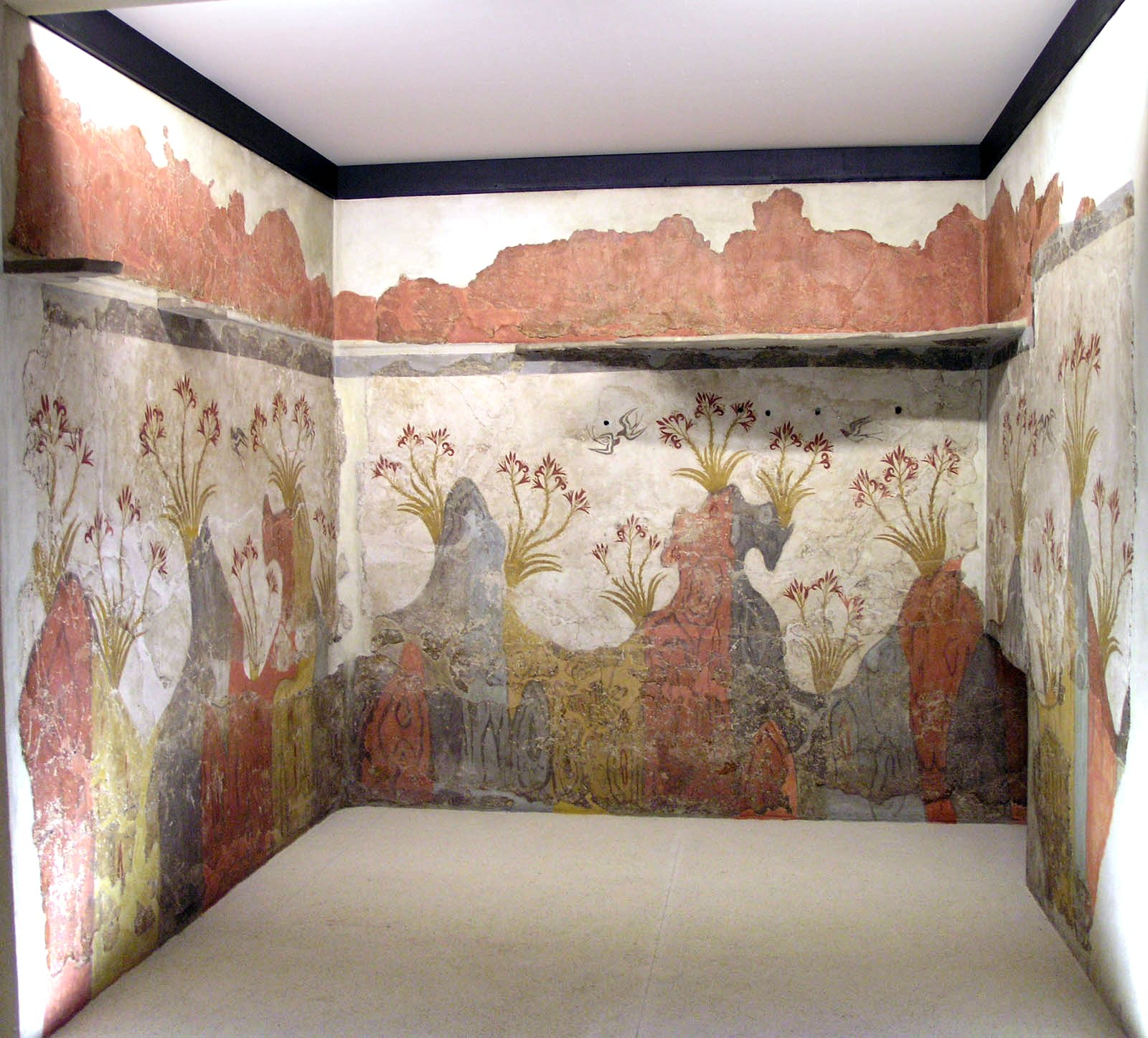
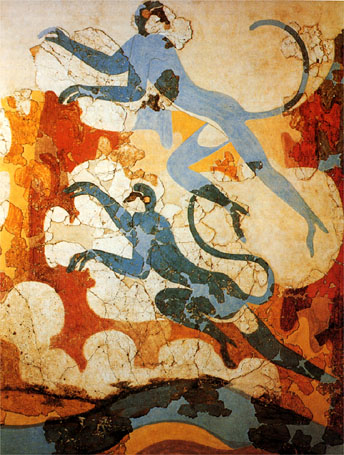
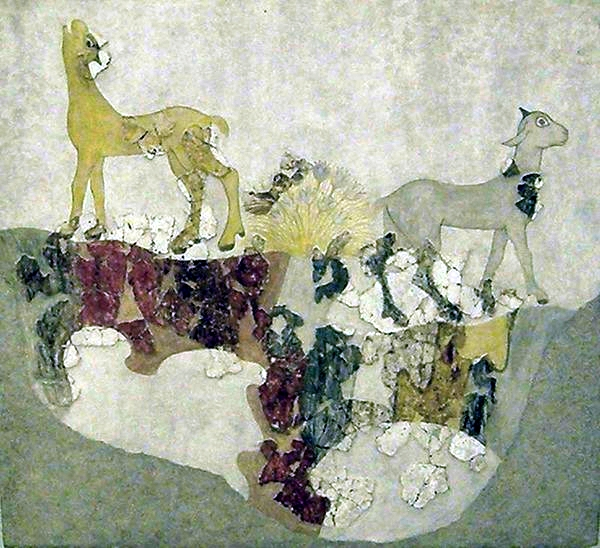
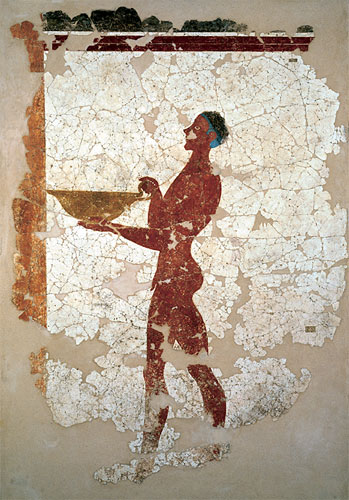
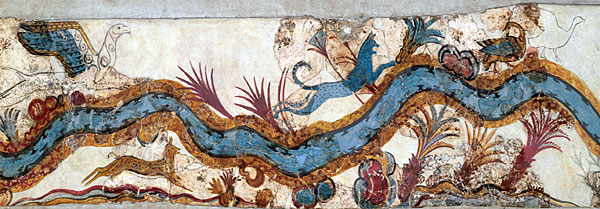
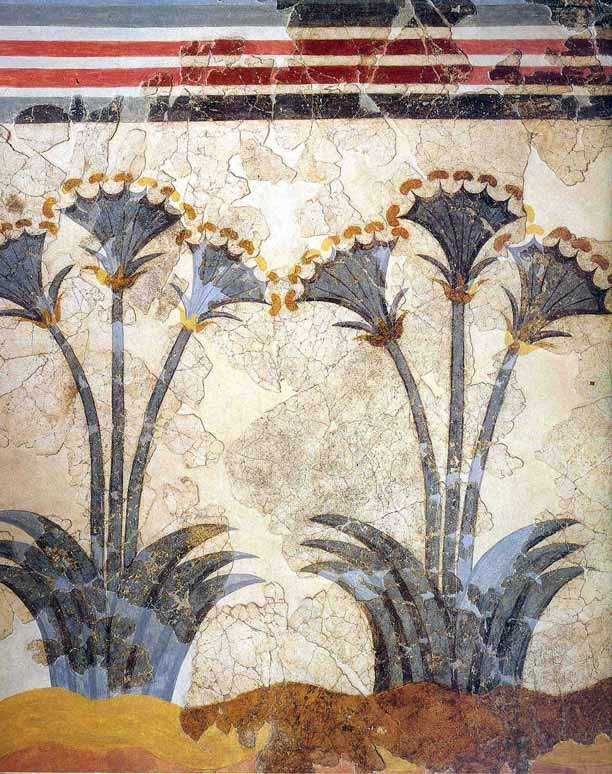
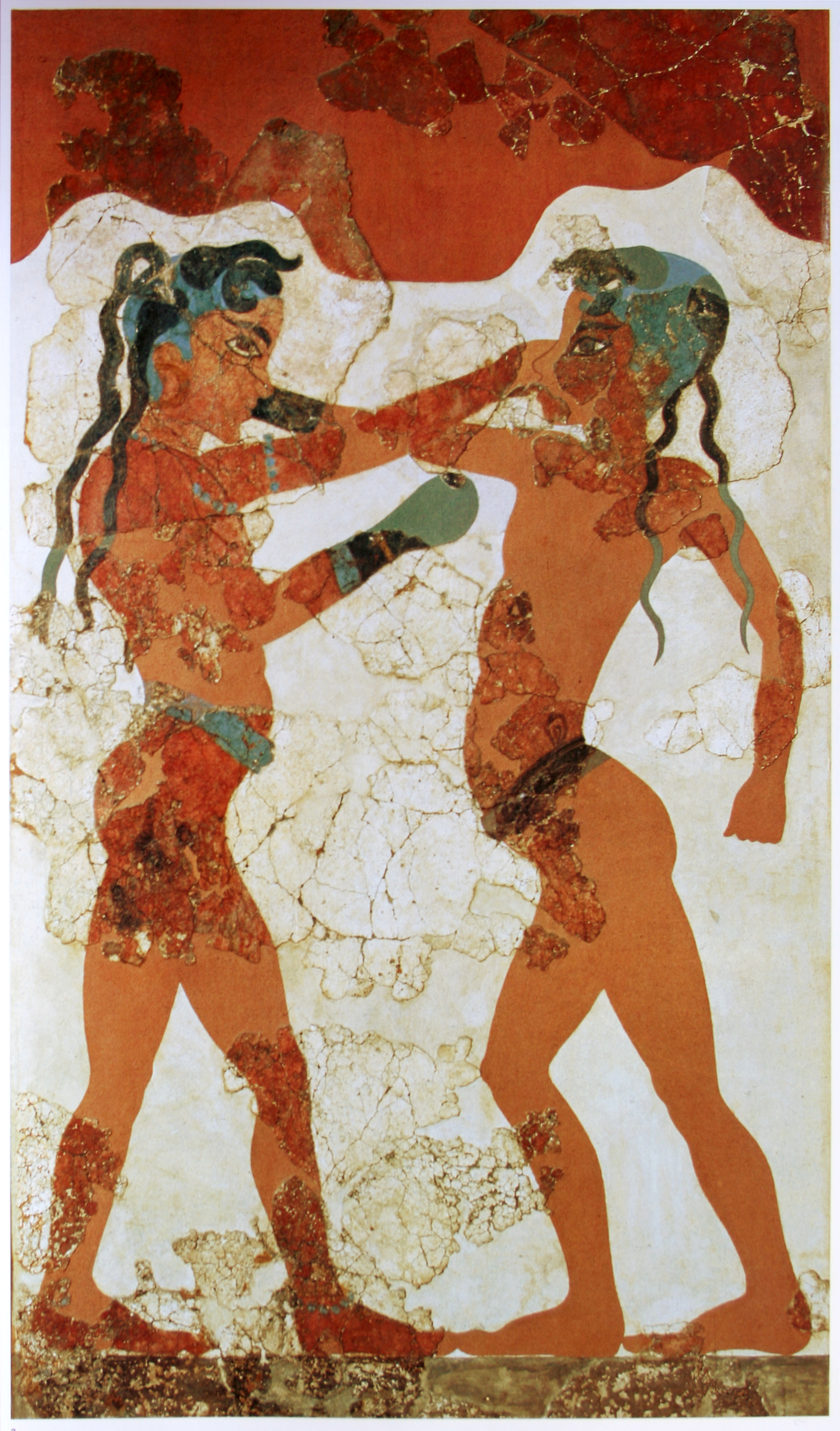
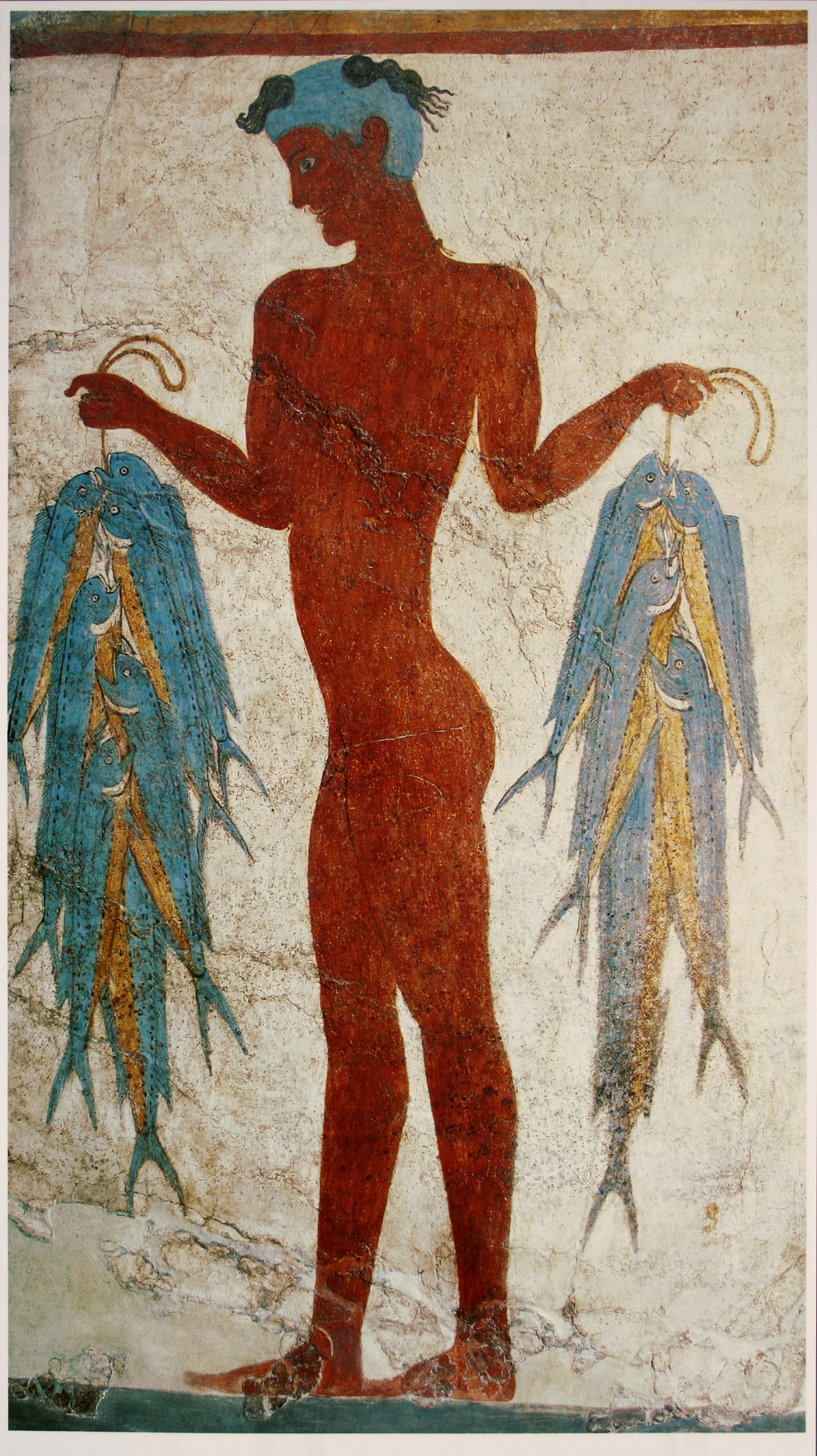
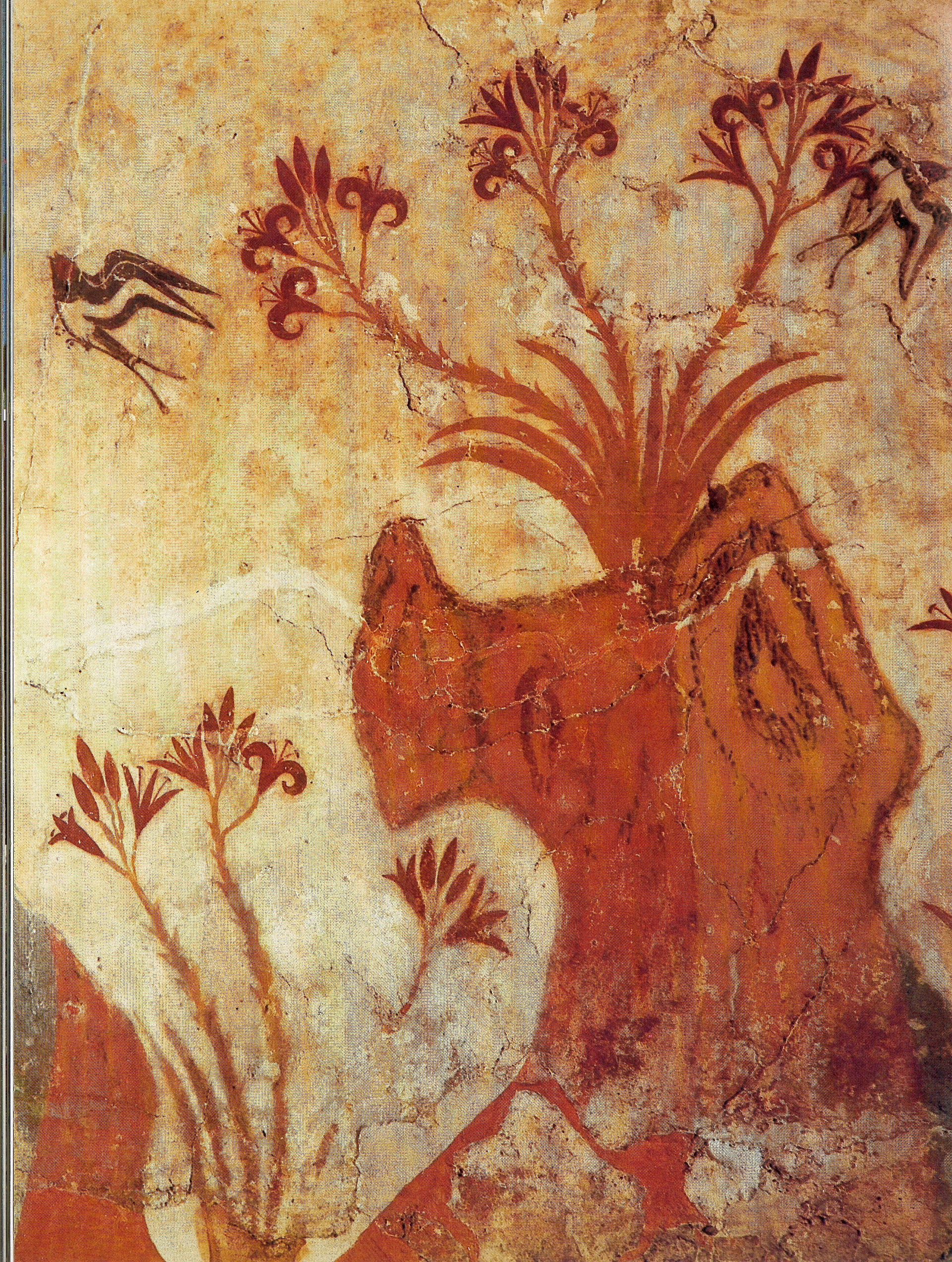
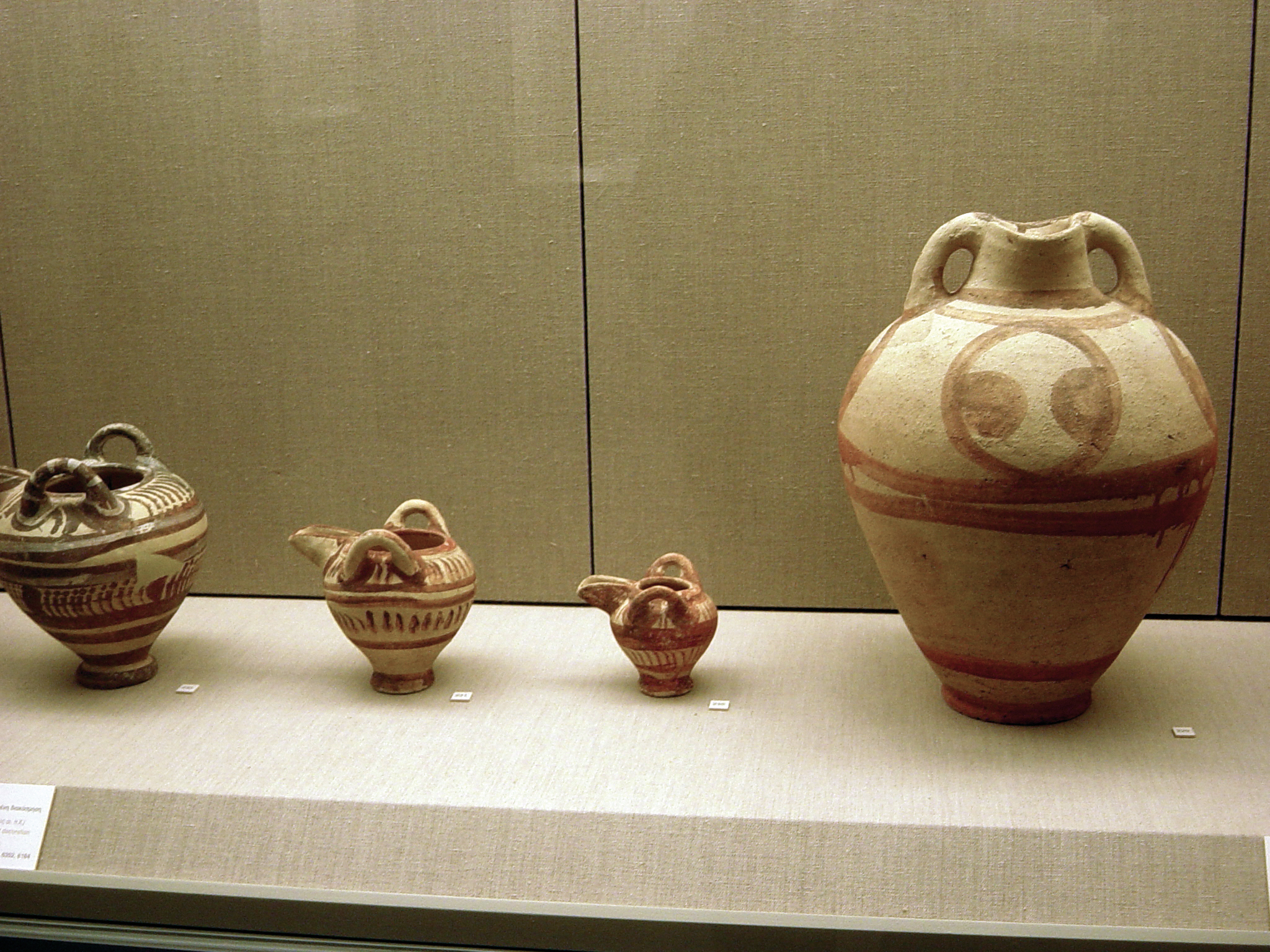
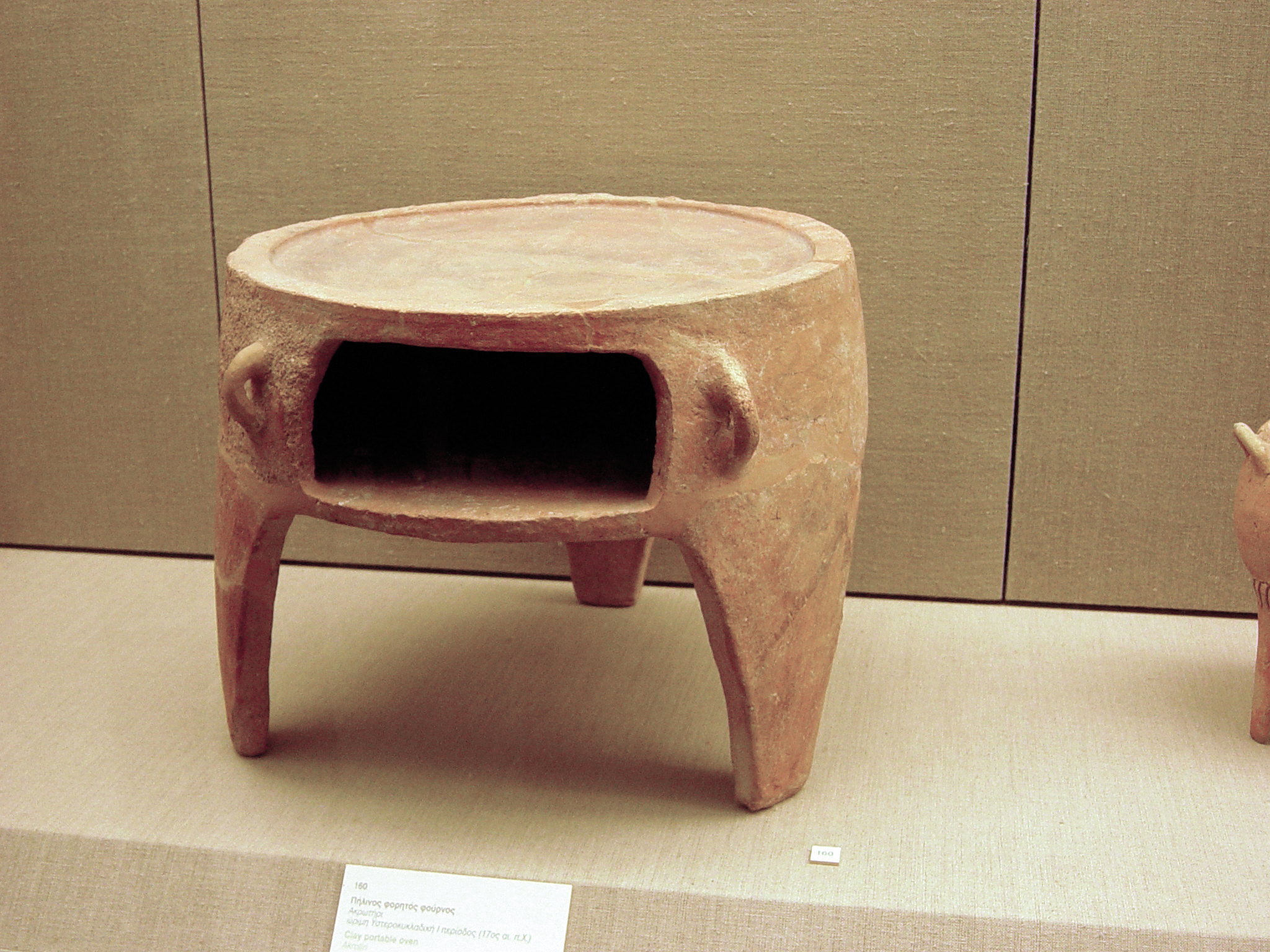
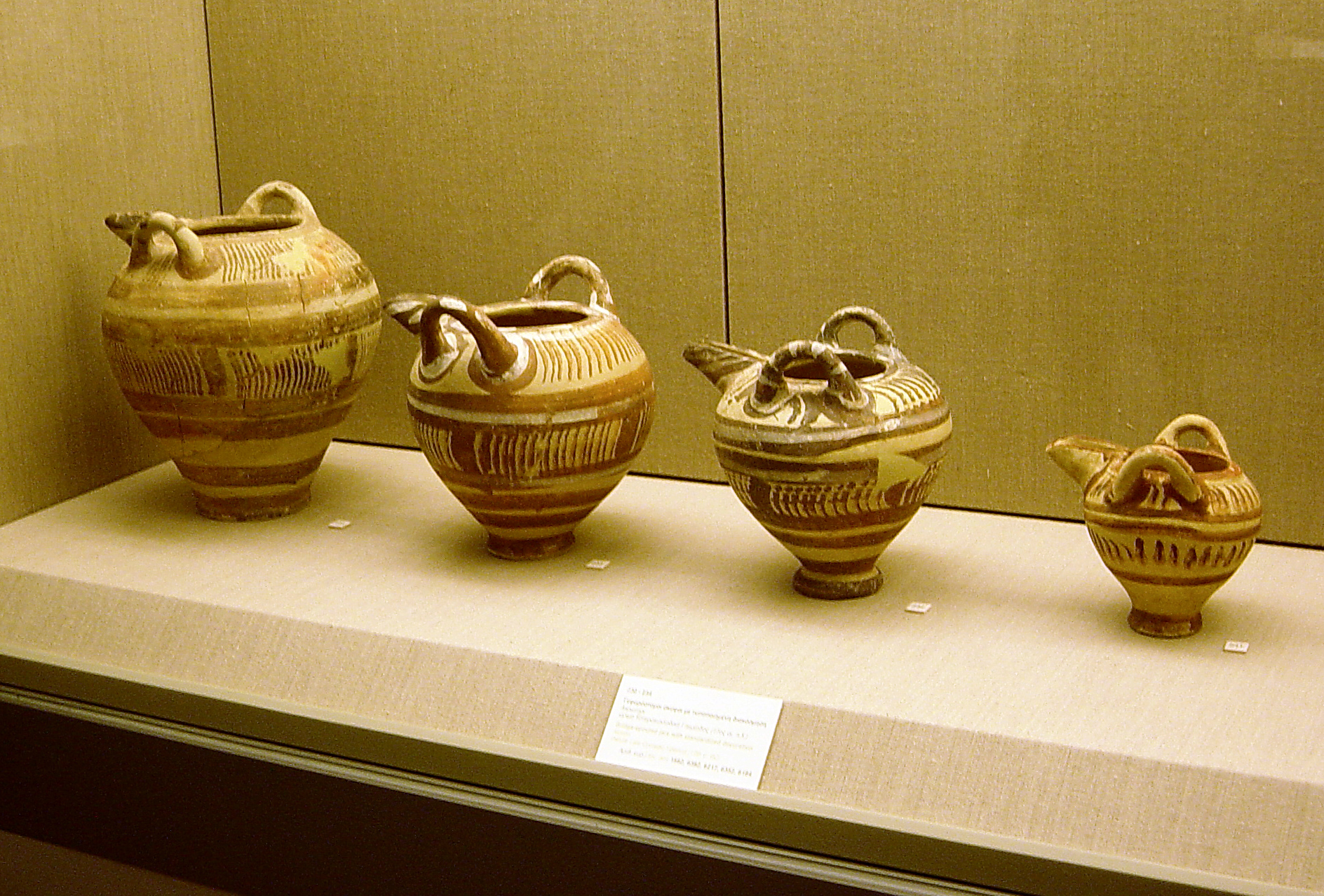
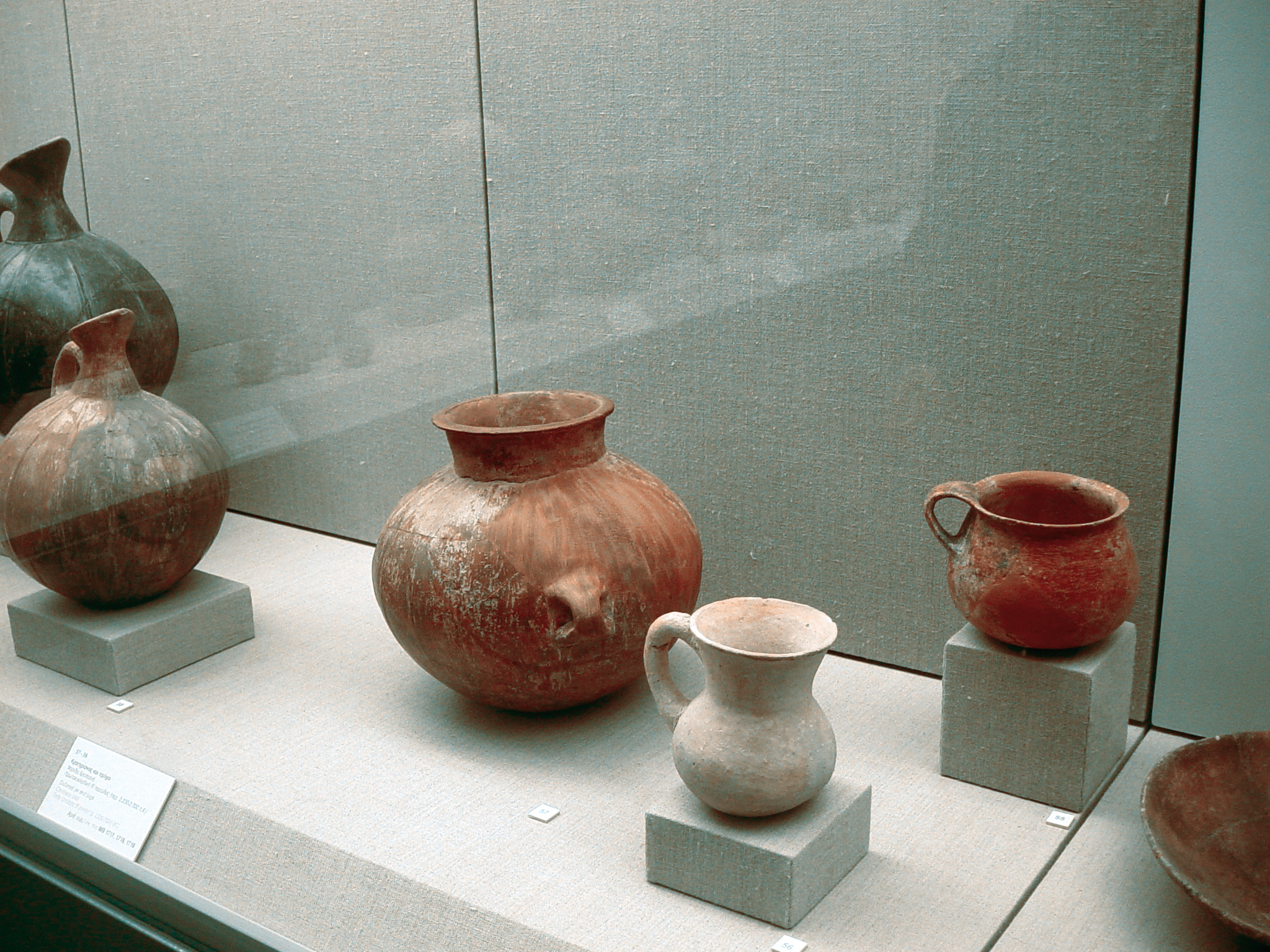
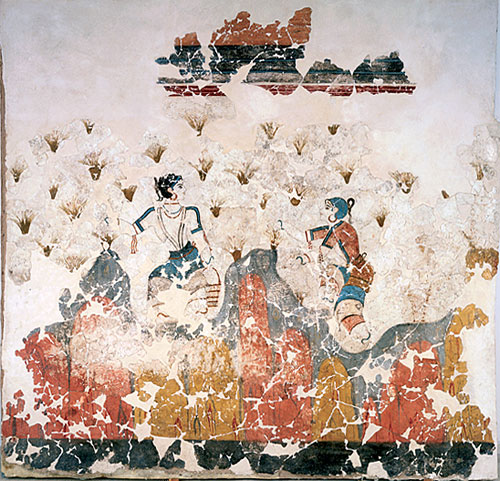
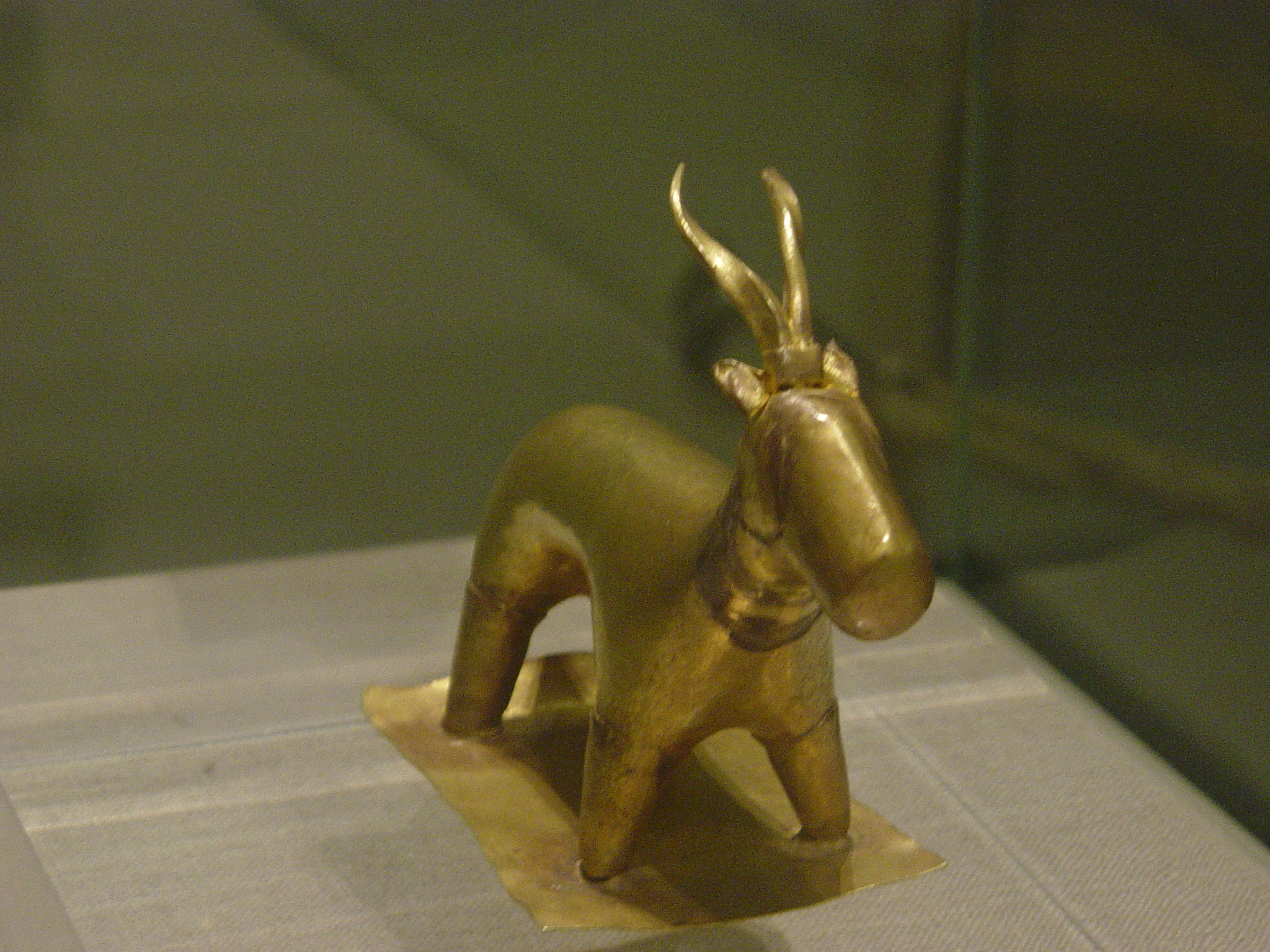
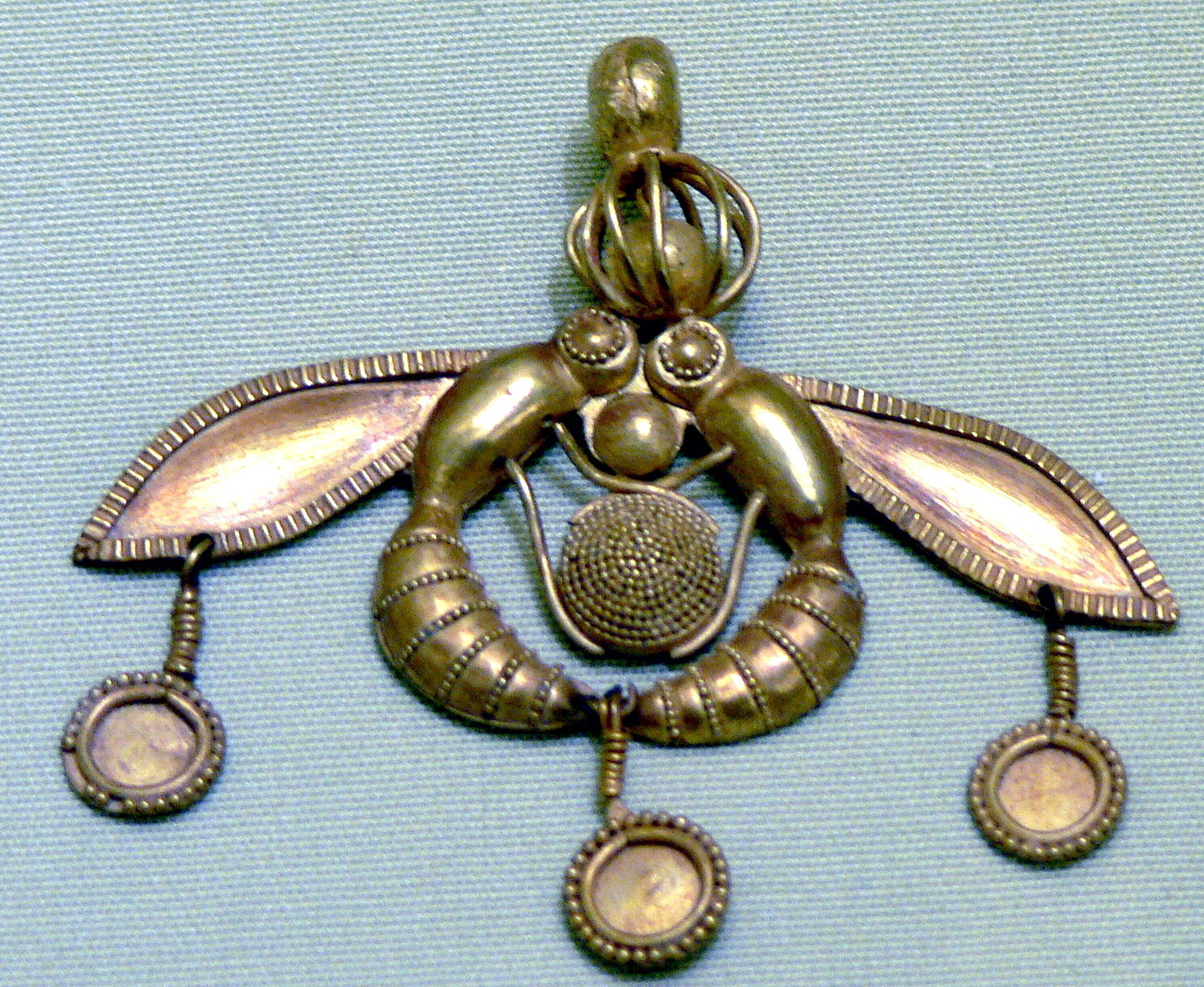
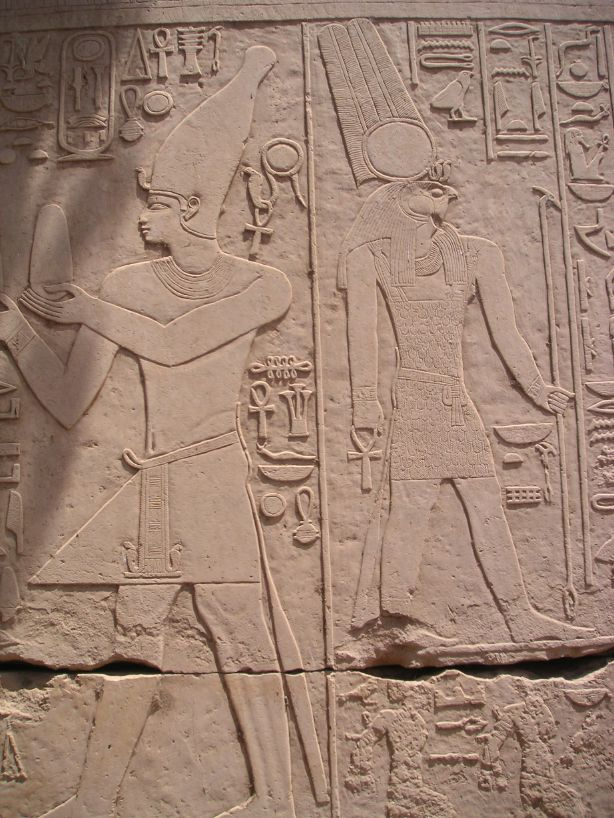
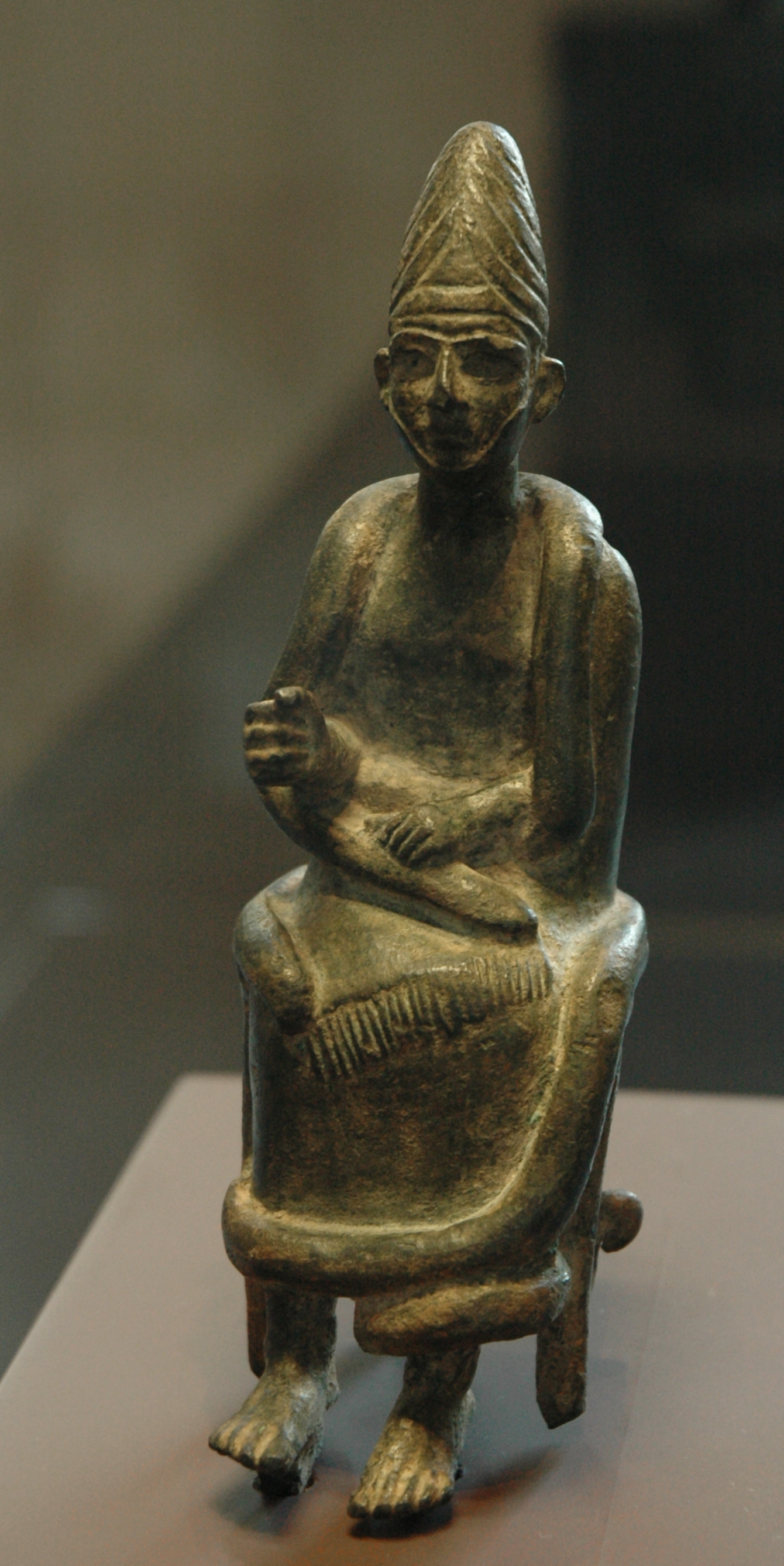
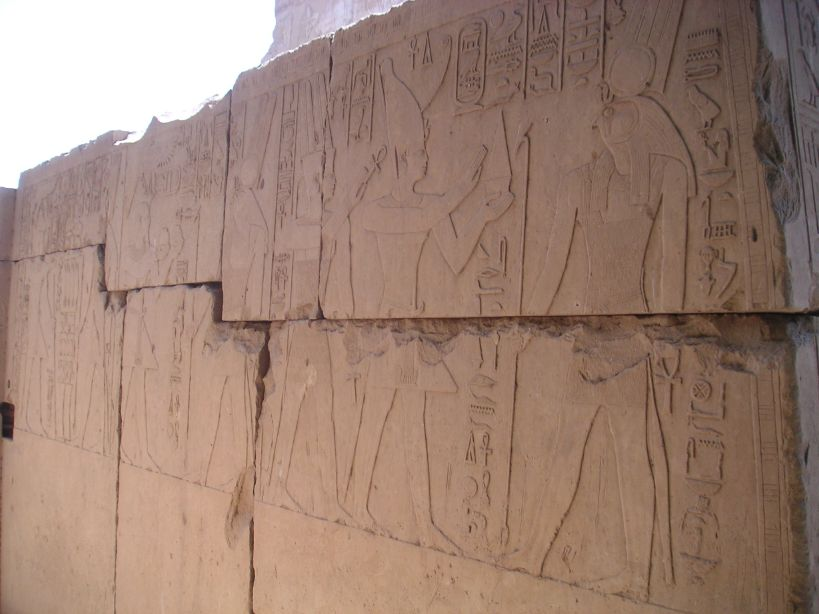
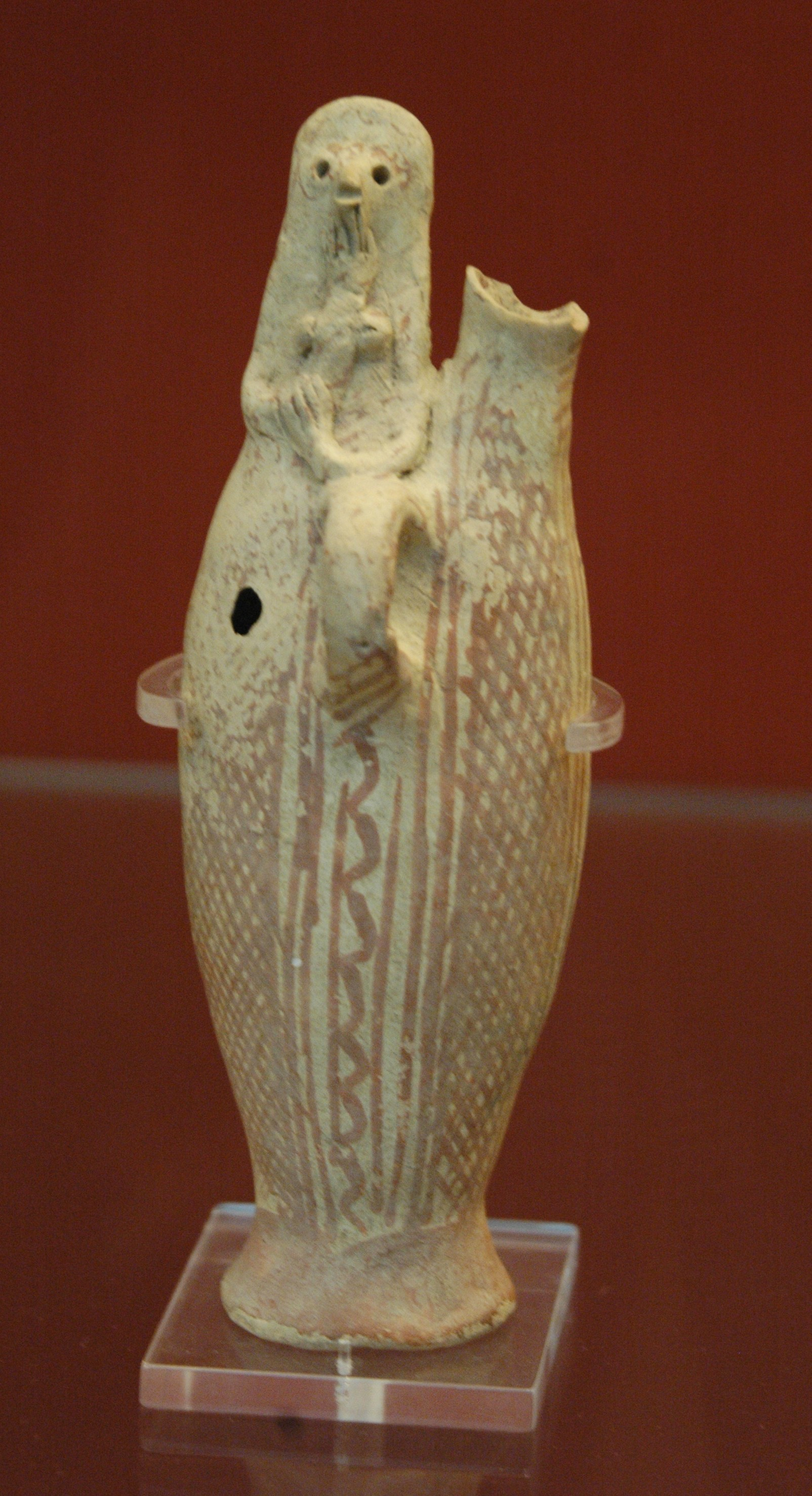
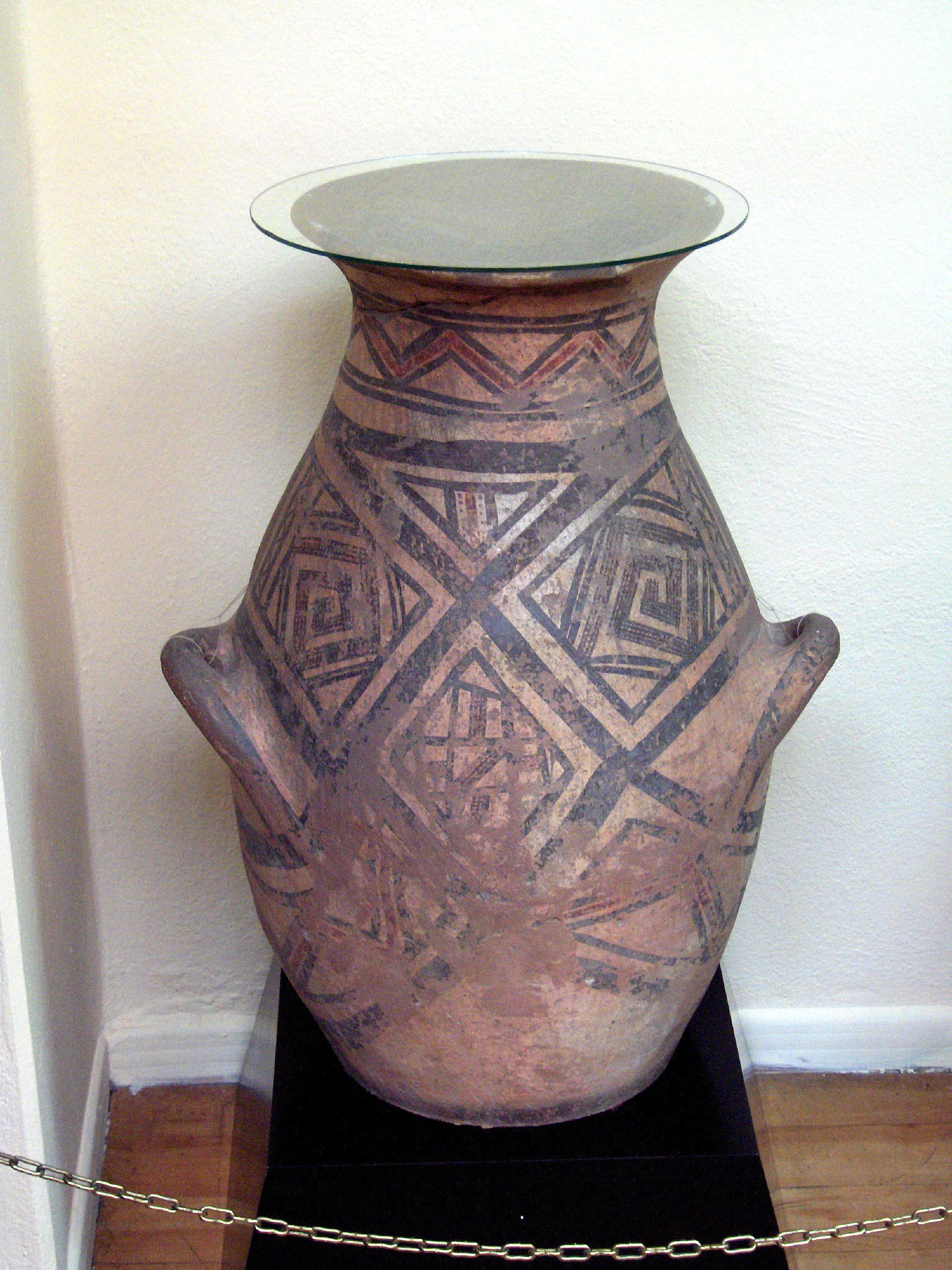
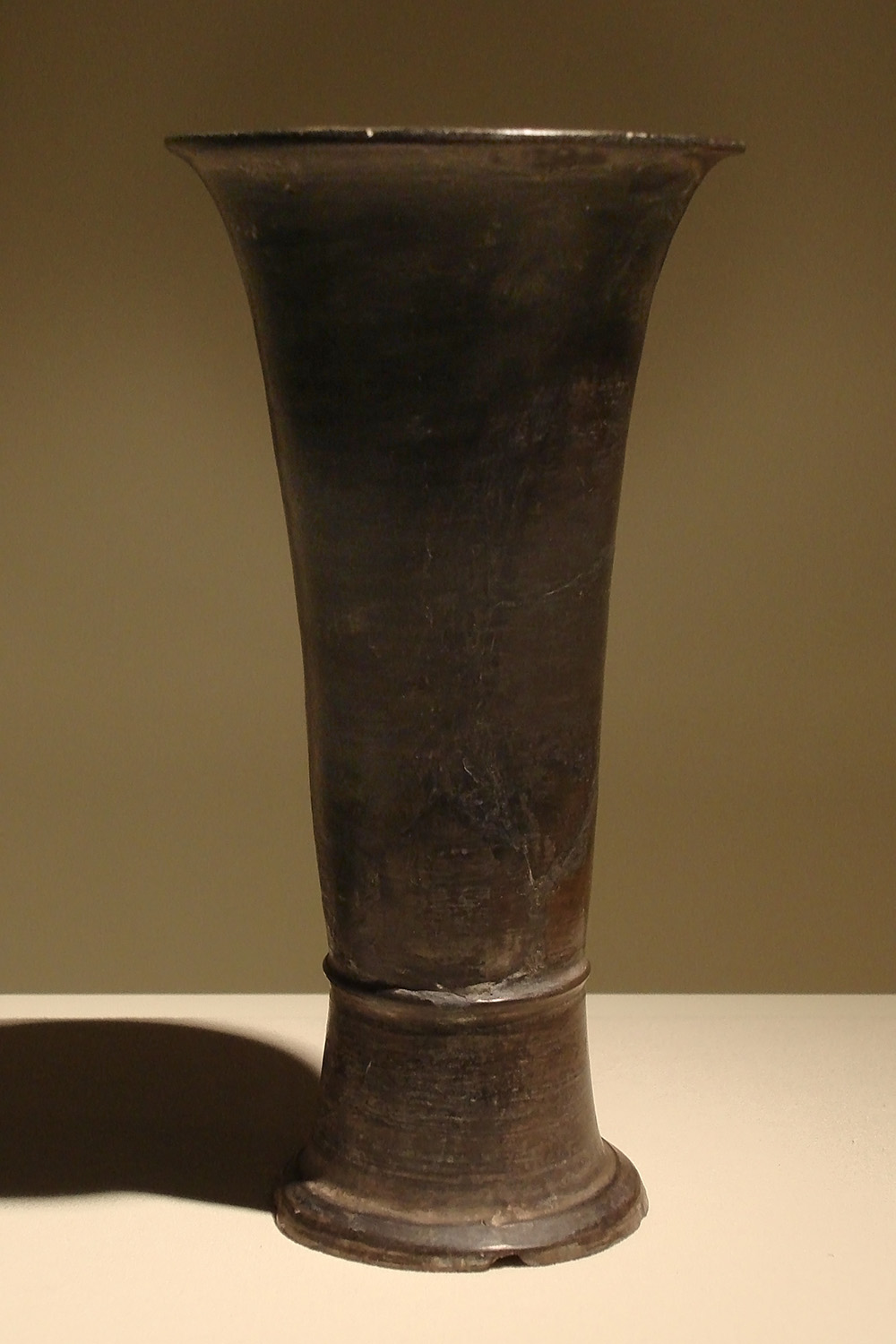

## Invenții

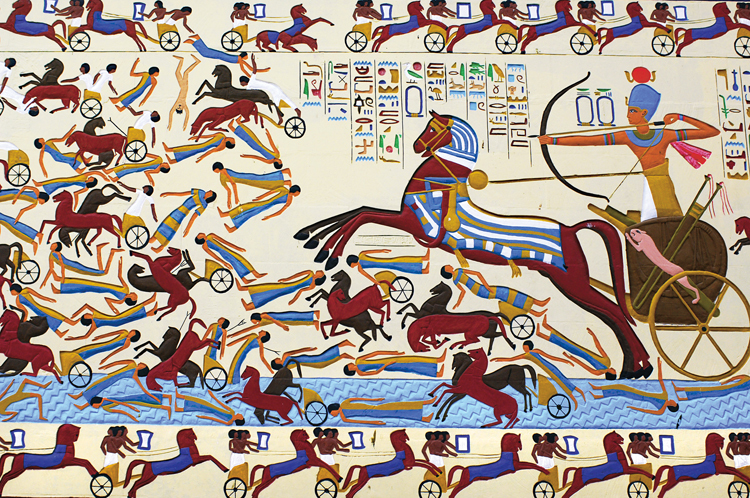
Lupta dintre egipteni şi hiksoşi. Hiksoşii au introdus calul, carul de luptă și arcul ca arme de război.

- 1700 î.Hr. - 1600 î.Hr. : Egipt: începutul fabricării sticlei colorate cu oxizi minerali
- Valea Regilor: pluguri, grape, sape și alte unelte agricole
- Hiksoșii aduc calul în Egipt
- 1600 î.Hr. : clepsidra în Egipt

## Decenii
| Anii 1690 î.Hr. | Anii 1680 î.Hr. | Anii 1670 î.Hr. | Anii 1660 î.Hr. | Anii 1650 î.Hr. | Anii 1640 î.Hr. | Anii 1630 î.Hr. | Anii 1620 î.Hr. | Anii 1610 î.Hr. | Anii 1600 î.Hr. |